# Organo della chiesa di Santa Maria a Marienhafe

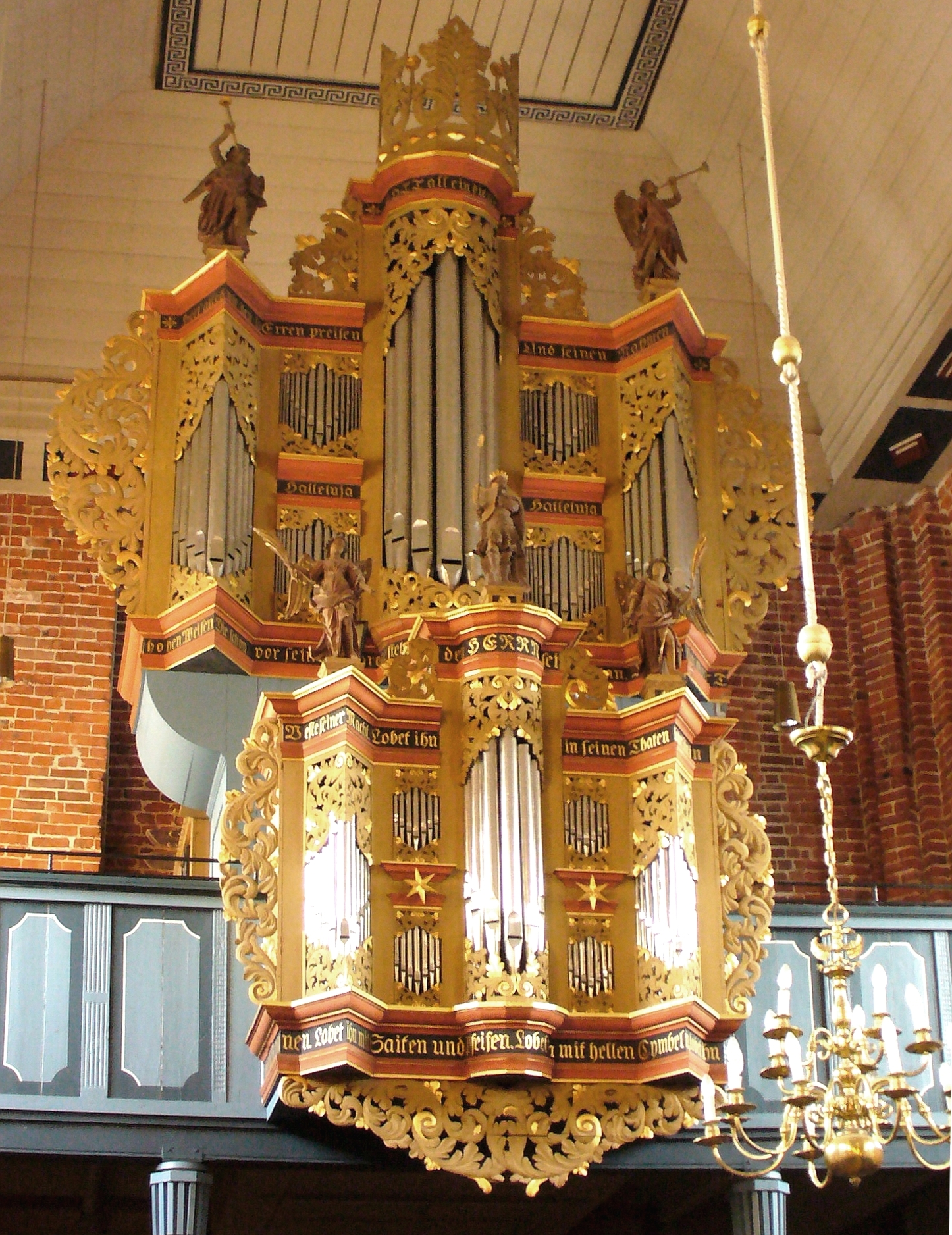
L'organo della chiesa di Santa Maria a Marienhafe.

Con organo della chiesa di Santa Maria ci si riferisce a un organo monumentale costruito a Marienhafe, in Germania.

## Storia
L'organo venne realizzato fra il 1710 e il 1713 da Gerhard von Holy sul lato est della chiesa, con alcuni ritardi a causa di controversie e problemi economici. Poiché lo strumento è di ottima qualità, sia timbrica che meccanica, si credette a lungo che, in realtà, fosse opera di Arp Schnitger. Il prospetto è tipico dello stile barocco del nord, con cassa a pianta poligonale riccamente intagliata, una torre centrale e due corpi laterali. Praticamente identico, nella struttura, il rückpositiv.
Johann Adam Berner, nel 1761, eseguì alcuni lavori di restauro, seguiti da riparazioni effettuate da Johann Friedrich Wenthin nel 1781 e nel 1797. Johann Gottfried Rohlfs, nel 1828, smontò e rimosse l'organo a causa di alcuni problemi di stabilità della chiesa, che rischiava di crollare. Lo strumento venne poi rimontato nel 1831 sul lato ovest dell'edificio. Johann Diepenbrock, nel 1886, rimpiazzò la quintadena da 16' originale con un bordone da 16' e sostituì la tromba da 8' originale con una tromba nuova.
Jürgen Ahrend e Gerhard Bruzema restaurarono filologicamente il rückpositiv nel 1966 e l'hauptwerk nel 1969. Inoltre restaurarono le canne portavento e ricostruirono la quintadena da 16' e la tromba da 8' rimosse da Diepenbrock. Ahrend intervenne nuovamente fra il 1987 e il 1988 per alcuni lavori di pulizia generale e di restauro. Ulteriori lavori di conservazione vennero effettuati nel 2003, per riparare delle spaccature nel legno, e nel 2006, per sostituire alcune canne corrose dal tempo.

### Caratteristiche tecniche
Attualmente l'organo è a trasmissione interamente meccanica, l'aria è fornita da quattro mantici a cuneo, la pressione del vento è di 64 mm in colonna d'acqua, il corista del La corrisponde a 455 Hz e il temperamento è il mesotonico modificato. La disposizione fonica è la seguente:
| Primo manuale - Rückpositiv CDEFGA-c3 |        |
| Principaal                            | 4'     |
| Rohr Fleute                           | 8'     |
| Blok Fleute                           | 4'     |
| Octave                                | 2'     |
| Quinte                                | 1' 1/2 |
| Siffleute                             | 1'     |
| Scharf                                | II     |
| Krumhorn                              | 8'     |

| Secondo manuale - Hauptwerk CDEFGA-c3 |       |
| Principaal                            | 8'    |
| Quintaden                             | 16'   |
| Gedact                                | 8'    |
| Octave                                | 4'    |
| Spits Fleute                          | 4'    |
| Quinte                                | 3'    |
| Octave                                | 2'    |
| Spits Fleute                          | 2'    |
| Sesquialter                           | II    |
| Mixtuur                               | IV-VI |
| Cymbel                                | III   |
| Trompete                              | 8'    |

| Pedal CDEFGA-d1                |
| Costantemente unita ai manuali |

| Accessori       |
| Due cymbelstern |
| Tremulant       |

## Galleria d'immagini

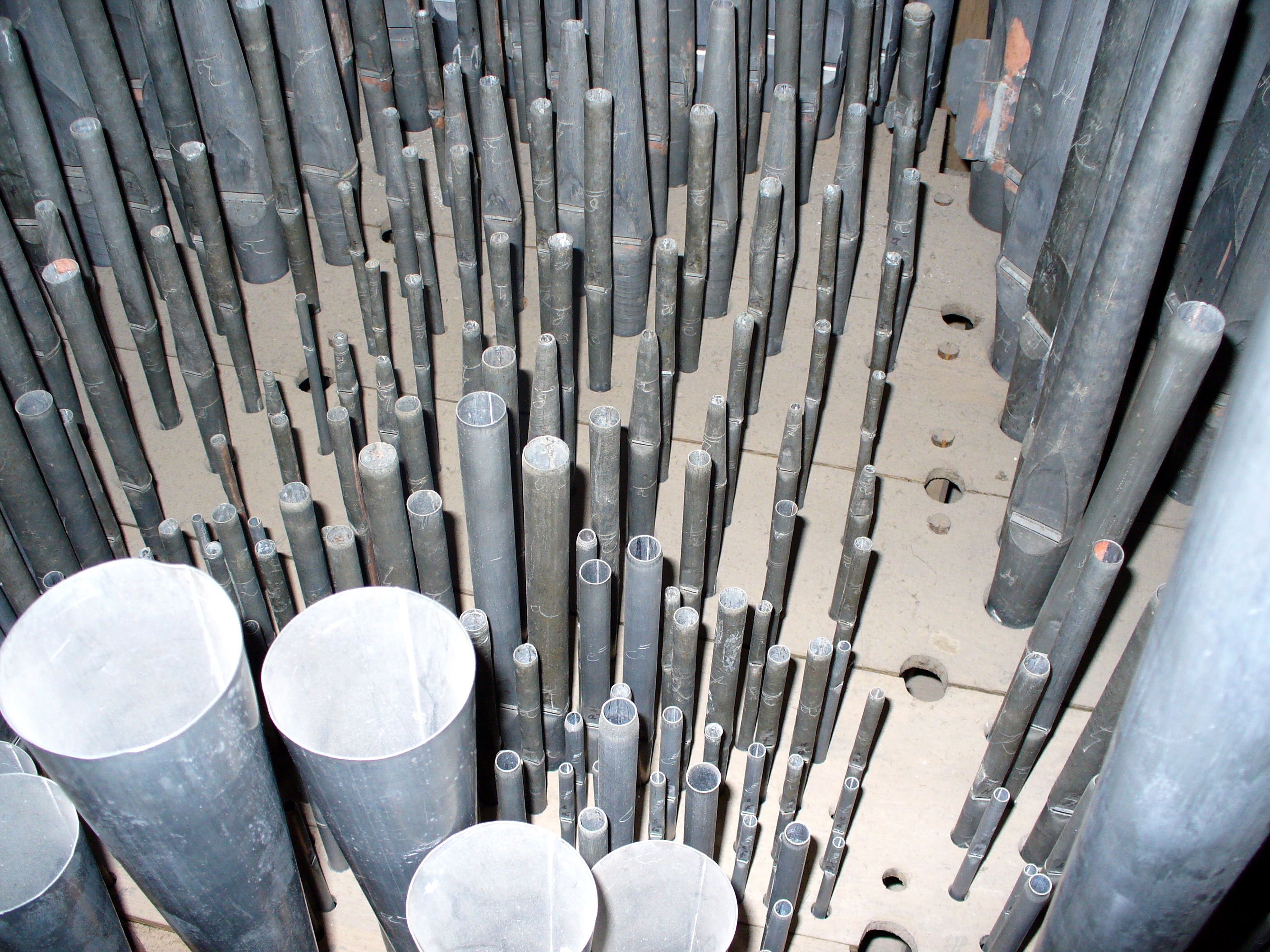
La selva di canne dell'hauptwerk.
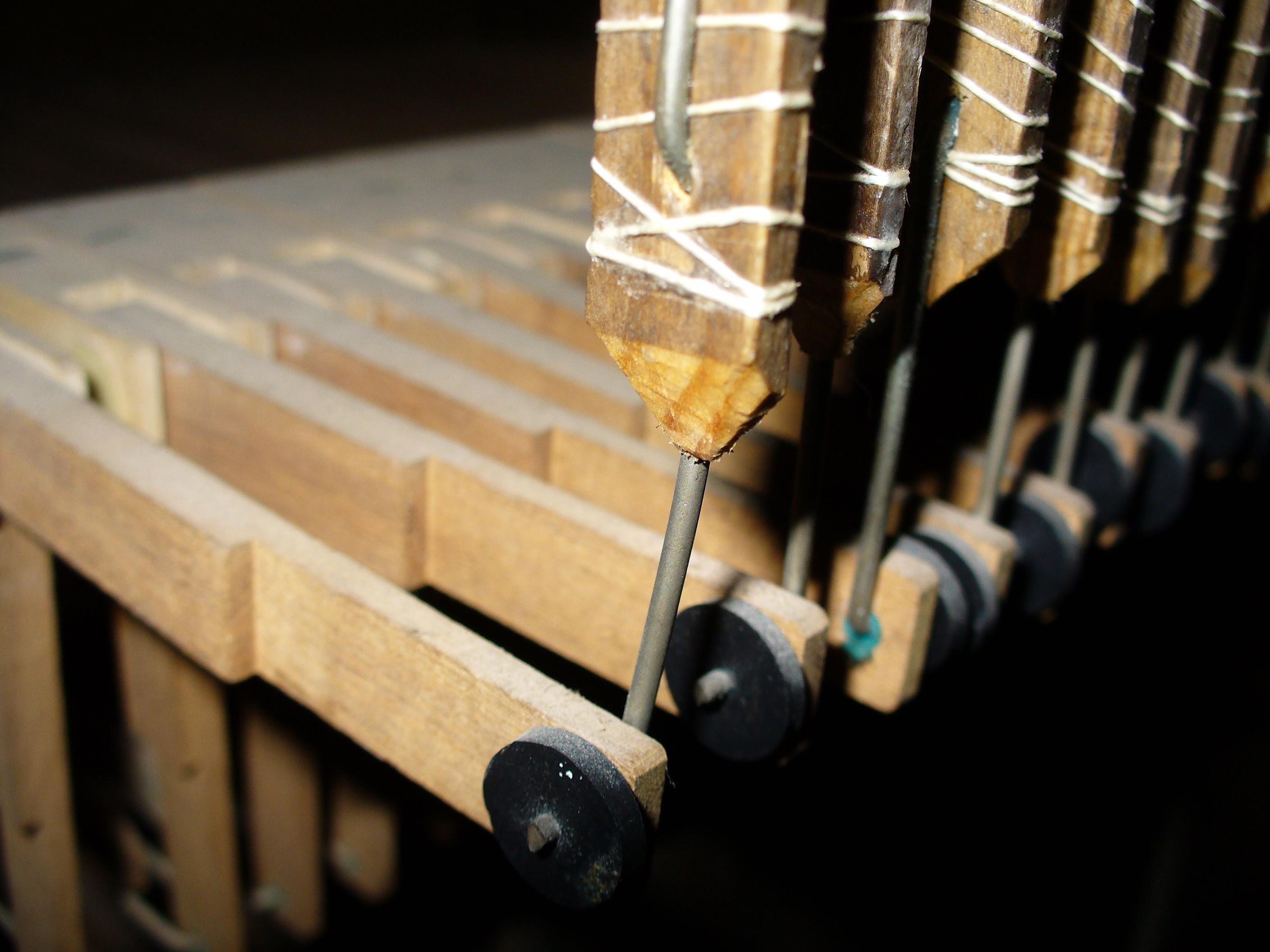
Particolare delle trasmissioni.
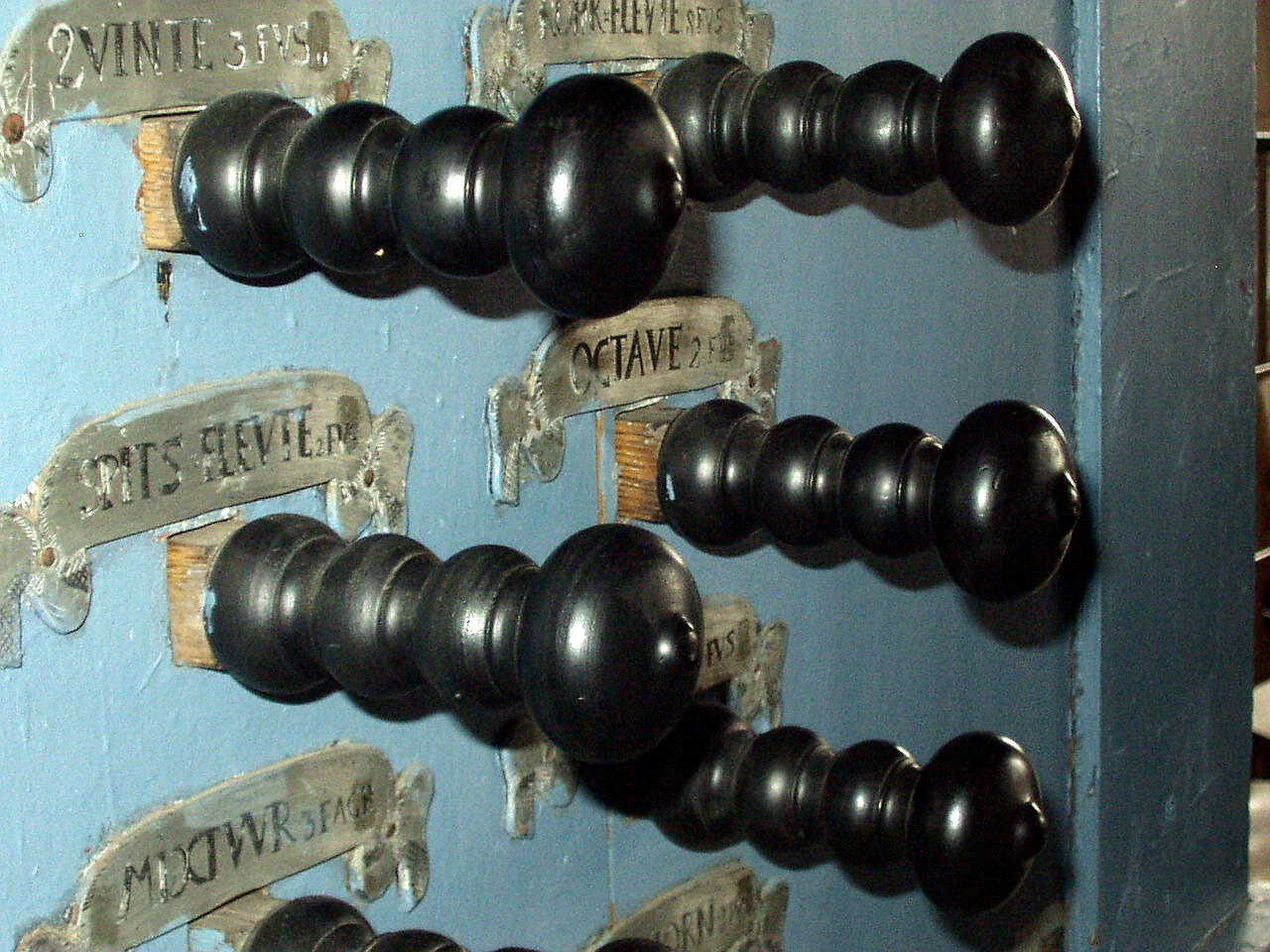
Particolare della consolle.
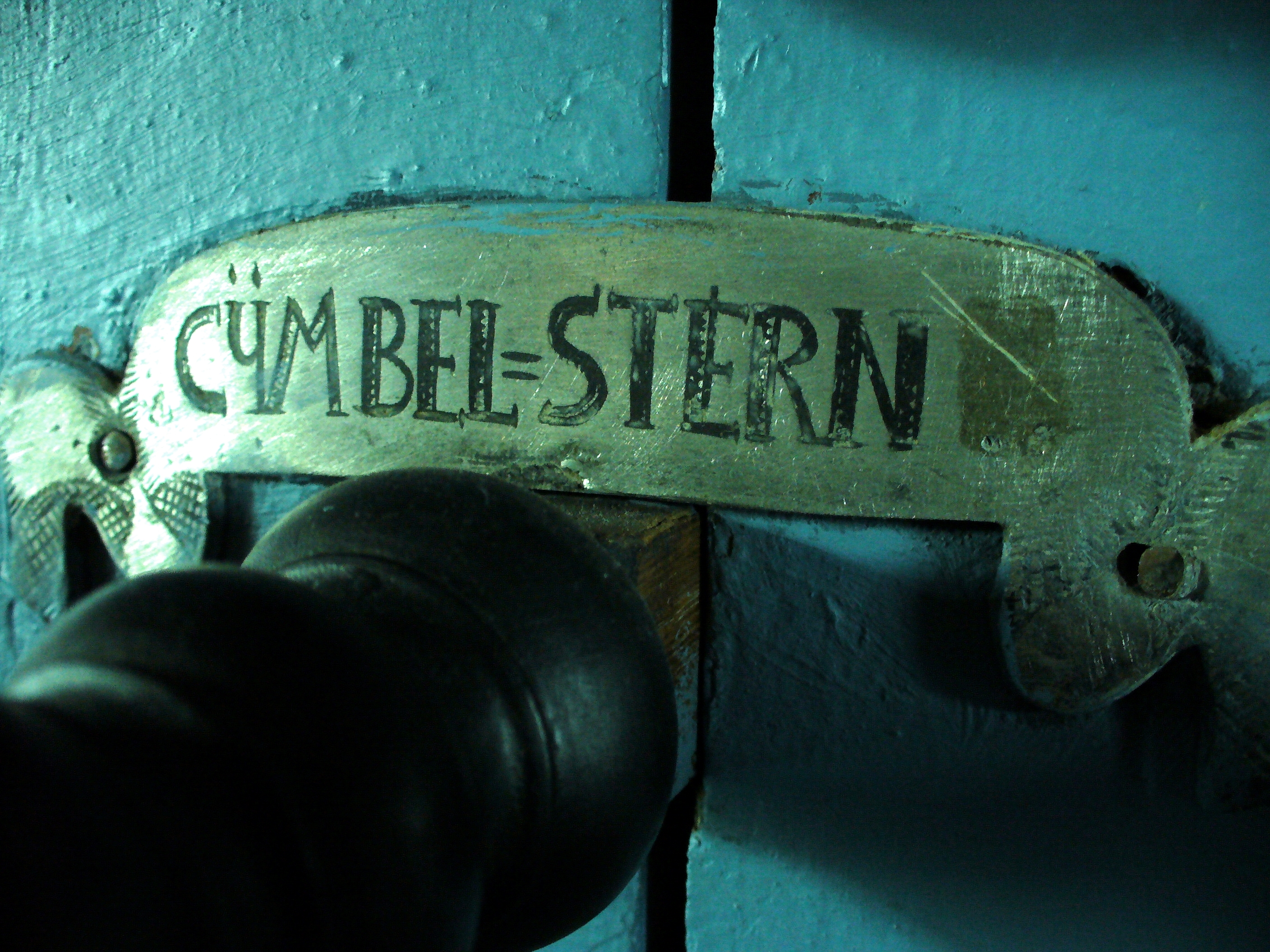
Il tirante del cymbelstern.